# Матчи претендентов по международным шашкам 1936/37
Матчи претендентов, проведенные в 1936—1937 годах, позволили выявить соперника в матче за звание чемпиона мира по международным шашкам, проведённом в 1937 году. По соглашению между французской и нидерландской шашечными федерациями чемпион Нидерландов (а в 1936 году им был Рейнир Келлер) имел право бросить вызов на матч чемпиону миру. Но в 1936 году к игре в шашки возвратился экс-чемпион мира Бенедикт Шпрингер, и Келлер по договорённости с нидерландской шашечной федерацией (KNDB) выразил согласие поставить своё право вызова на кон матча между ним и победителем матча между Шпрингером и чемпионом Бельгии Леоном Вессеном. В результате были сыграны два претендентских матча из десяти партий каждый. Шпрингер последовательно победил в матчах Вессена (+7 −0 =3) и Келлера (+1 −0 =9) и завоевал право на матч с чемпионом мира Морисом Райхенбахом.

## Матч Шпрингер — Вессен
октябрь 1936 года
| Имя               | 1 | 2 | 3 | 4 | 5 | 6 | 7 | 8 | 9 | 10 | очки |
| ----------------- | - | - | - | - | - | - | - | - | - | -- | ---- |
| Бенедикт Шпрингер | 2 | 1 | 1 | 1 | 2 | 2 | 2 | 2 | 2 | 2  | 17   |
| Леон Вессен       | 0 | 1 | 1 | 1 | 0 | 0 | 0 | 0 | 0 | 0  | 3    |

## Матч Шпрингер — Келлер
февраль — март 1937 года
| Имя                    | 1 | 2 | 3 | 4 | 5 | 6 | 7 | 8 | 9 | 10 | очки |
| ---------------------- | - | - | - | - | - | - | - | - | - | -- | ---- |
| Бенедикт Шпрингер      | 1 | 1 | 1 | 1 | 1 | 1 | 1 | 1 | 2 | 1  | 11   |
| Рейнир Корнелис Келлер | 1 | 1 | 1 | 1 | 1 | 1 | 1 | 1 | 0 | 1  | 9    |